# Großsteingrab Tømmerup
Das Großsteingrab Tømmerup war eine megalithische Grabanlage der jungsteinzeitlichen Nordgruppe der Trichterbecherkultur im Kirchspiel Torup in der dänischen Kommune Halsnæs. Er wurde 1864 archäologisch untersucht und wenig später zerstört.

## Lage
Das Grab lag südöstlich von Tømmerup auf einem Feld. In der näheren Umgebung gibt bzw. gab es zahlreiche weitere megalithische Grabanlagen.

## Forschungsgeschichte
1864 wurde das Grab von Jens Jacob Asmussen Worsaae und Johannes Steenstrup archäologisch untersucht. Jacob Kornerup fertigte Zeichnungen an. Später wurde das Grab abgetragen. Im Jahr 1887 führten Mitarbeiter des Dänischen Nationalmuseums eine Dokumentation der Fundstelle durch. Zu dieser Zeit waren keine baulichen Überreste mehr auszumachen.

## Beschreibung

### Architektur
Die Anlage besaß eine ost-westlich orientierte rechteckige Hügelschüttung mit einer Länge von 17 m und einer Breite von 7 m. Der Hügel besaß eine steinerne Umfassung.
Im Hügel befanden sich zwei Grabkammern, die beide als Polygonaldolmen anzusprechen sind. Die erste Kammer lag in der Mitte des Hügels. Sie war nord-südlich orientiert und hatte einen sechseckigen Grundriss. Sie hatte eine Länge von 2 m und eine Breite von 1,5 m. Die Kammer bestand aus je zwei Wandsteinen an den Langseiten und einem Abschlussstein an der nördlichen Schmalseite. An der offenen Südseite befand sich ein Schwellenstein. Auf den Wandsteinen lagen zwei Decksteine auf.
Die zweite Kammer lag im Ostteil des Hügels. Sie war nord-südlich orientiert und hatte einen sechseckigen Grundriss. Sie hatte eine Länge von 1,6 m und eine Breite von 1,5 m. Die Kammer bestand aus je zwei Wandsteinen an den Langseiten und einem großen Abschlussstein an der nördlichen Schmalseite. An der offenen Südseite befand sich ein Schwellenstein. Auf den Wandsteinen lag ein Deckstein auf. In den Lücken zwischen den Wandsteinen wurde Trockenmauerwerk festgestellt. Der Kammerboden wies mehrere sekundäre Pflaster auf. Die Kammer war mit Erde verfüllt, die mit Steinen vermischt war.

### Funde
Die Kammer in der Mitte des Hügels enthielt Skelettreste und zahlreiche Grabbeigaben. Neben einem Trichterbecher wurden fünf Feuerstein-Dolche, ein schweres geschliffenes dicknackiges Beil, ein geschliffenes dünnblattiges dicknackiges Beil, ein geschliffenes schweres dicknackiges Steinbeil, eine Streitaxt und eine doppelschneidige Streitaxt gefunden.
Die Kammer im Ostteil des Hügels enthielt Skelettreste von etwa 20 Individuen und zahlreiche Grabbeigaben. Neben Tierknochen wurden ein unverziertes tonnenförmiges Keramikgefäß, ein geschliffenes dünnblattiges dicknackiges Feuerstein-Beil, ein Feuerstein-Dolch, sechs Abschläge, ein Blockabschlag, ein Feuerstein-Kern, drei Bernstein-Perlen und drei durchlochte Tierzähne gefunden.
Die Funde befinden sich heute im Dänischen Nationalmuseum.